# Неа Зои (1949)
Вижте пояснителната страница за други значения на Неа Зои.
„Неа Зои“ (на гръцки: Νέα Ζωή, Неа Зои, в превод нов живот) е гръцки емигрантски комунистически вестник, издаван в Букурещ, Румъния, от ноември 1949 г.
Вестникът е издаван от Сдружението на политическата емиграция от Гърция. Една от страниците е списвана от Атанас Пейков на костурски говор, но с българската правописна норма, а не със скопската. Първоначално излиза като седмичник, а по-късно - двуседмичник.